# Адская почта (1906)
«А́дская по́чта» — еженедельный иллюстрированный литературно-художественный журнал политической сатиры карикатуриста и издателя Зиновия Гржебина и художника Евгения Лансере. Пост главного редактора занимал П. Н. Троянский. Издание выходило в Петербурге в 1906 году, реализовано всего 3 номера, четвёртый был подготовлен, но конфискован в типографии.
Журнал «Адская почта» получил название в честь одноимённого ежемесячного издания, которое выпускал в 1769 году Фёдор Эмин. Фактическим учредителем новой «Адской почты» был издатель и карикатурист Зиновий Гржебин. В начале 1906-го он отбывал в «Крестах» 13-месячный срок, который получил за публикацию резких антимонархических рисунков и статей в своём предыдущем журнале «Жупел». По решению суда Гржебин был лишён права на издательскую деятельность, но даже находясь в заключении он сумел удержать практически всю редакцию и многих из авторов закрытого журнала и возобновить издание под названием «Адской почты». Чтобы обойти официальный запрет, новый журнал оформили на художника Евгения Лансере.
«Адская почта» унаследовала от закрытого «Жупела» шрифт, вёрстку и даже узнаваемую черту: «весёлого бесёнка» Ивана Билибина. Даже приглашения к сотрудничеству художникам и литераторам редакция рассылала на старых бланках «Жупела». При этом риторика издания стала более категоричной и дерзкой: журнал стремился превратить сатиру в оружие, «сделать ощутительным для читателей чёрный фон <…> ненависти» к царизму и приветствовал бунт молодёжи. Первый номер открывал сатирический рассказ Максима Горького «Мудрец». За подписью «Иегудиил Хламида» были напечатаны «Изречения и правила» Горького — серия коротких афоризмов, высмеивающих реакционную политику царского правительства.
С «Адской почтой» сотрудничали литераторы Леонид Андреев, Константин Бальмонт, Иван Бунин, Вячеслав Иванов, Фёдор Сологуб, Александр Куприн и другие.
Редакция планировала делать выпуски тематическими: первый номер посвящался милитаризму, второй — суду, третий — клерикализму, а четвёртый — городу. В «Адской почте» публиковались карикатуры на царских министров и видных сановников: их создавали Борис Анисфельд, Иван Билибин, Мстислав Добужинский, Николай Радлов, Борис Кустодиев, а также сами Зиновий Гржебин и Евгений Лансере. Редакция придавала большое значение не только иллюстрациям, но и художественному оформлению, образу всего издания: заставки и концовки были продуманы так же тщательно, как и сами статьи. Впоследствии многие из работ, созданных для «Адской почты», стали классическими образцами книжной графики.